# Magnifica Comunità di Folgaria
La Magnifica Comunità di Folgaria fu una struttura amministrativa autonoma attiva dal secolo XI al 1805.

## Storia
Risalgono al XI secolo i primi documenti ufficiali che riportano la Folgaria, definita gastadia, come un territorio sottoposto al principe-vescovo di Trento, ma che ottiene le prime concessioni di autonomia e proprietà comunale. 
 L'appellativo Magnifica Comunità lo ottiene nel XIII secolo, e nel 1285 la comunità giura fedeltà ai Castelbarco, rinunciando in parte, alla propria autonomia. 

La Magnifica Comunità di Folgaria, nella probabile data del 1440 si dà a Venezia (che negli anni passati aveva occupato buona parte del principato vescovile), ponendo la condizione di mantenere la propria autonomia ed essere sciolta da ogni legame di tipo feudale. Le condizioni vengono accettate.
Nel 1470 i conti Trapp, subentrati ai Castelbarco, iniziano a rivendicare i diritti feudali dei loro predecessori, e nel 1510 la Magnifica Communità torna all'Austria, che le conferma i privilegi concessi sessant'anni prima da Venezia.  Nel 1693 la comunità ottiene udienza dall'Imperatore d'Austria, che ne conferma la totale autonomia. Fine delle pretese dei conti Trapp. 

Il governo bavarese confermerà nel 1805, la cancellazione della Magnifica Comunità già decretata da Napoleone Bonaparte durante la Campagna d'Italia.

## Strutture amministrative
L'assemblea chiamata Regola Generale, formata da tutti i capifamiglia,  aveva un potere legislativo, e votava il Decano, che doveva rappresentare la comunità. 
 
Il Consiglio era formato da dodici eletti dalla Regola generale, era un organo con potere consuntivo e convocava la Regola,
mentre i Sindaci, che dovevano essere due, erano eletti tra i membri del Consiglio per poterlo presiedere. 

La Regola Generale, dal 1440,  eleggeva anche il Vicario che aveva potere giudiziario sulle cause civili, ed eleggeva anche il Consiglio dei Quaranta, organo consultivo che veniva convocato a discrezione del Consiglio, e che poteva dare pareri ma non aveva potere decisionale.